# Liste der Ehrenbürger von Bamberg
Die Stadt Bamberg hat 35 Personen das Ehrenbürgerrecht verliehen.
Hinweis: Die Auflistung erfolgt chronologisch nach dem Datum der Zuerkennung und unter Ausschluss der Personen, denen das Ehrenbürgerrecht entzogen wurde.

## Die Ehrenbürger der Stadt Bamberg
1. Franz Ludwig von Hornthal (1760–1833)
erster Oberbürgermeister der Stadt Bamberg von 1818 bis 1821
Verleihung 1819
2. Anton von Grafenstein (1780–1854)
königlicher Postmeister
Verleihung 1833
3. Johann Christoph David Bartels (1790 – nach 1862) 
Königlich-Bayerischer und Griechischer Konsul in Köln
Verleihung 1837/38
4. Joseph Maria Freiherr von Fraunberg (1768–1842)
Erzbischof von 1824 bis 1842
Verleihung 1841
5. Heinrich Gengler (1772–1847)
Königlicher Rentbeamter
Verleihung 1846
6. Bonifaz Kaspar von Urban (1773–1858)
Erzbischof von 1842 bis 1858
Verleihung 1852
7. Karl Georg Lang (1833–1889)
Stadtbaurat
Verleihung 1884
8. Heinrich Hopffer (1817–1886)
Kirchenrat und Dekan
Verleihung 1886
9. Friedrich von Schreiber (1819–1890)
Erzbischof von 1875 bis 1890
Verleihung 1889
10. Josef von Schmitt (1838–1907)
Vorstand des Stadtgemeindebevollmächtigten-Kollegiums und Landgerichtspräsident
Verleihung 1889
11. Franz Seraphin Ritter von Keller (1831–1914)
Domkapitular und Dompfarrer in Bamberg

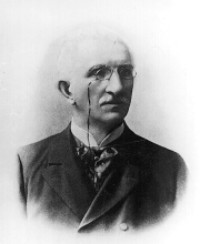
Maximilian Graf von Feilitzsch

Verleihung 1897 Maximilian Graf von Feilitzsch
12. Maximilian Graf von Feilitzsch (1834–1913)
Staatsminister des Inneren, Königlich-Bayerischer Kämmerer
Verleihung 1898
13. Josef Ritter von Schork (1829–1905)
Erzbischof von 1890 bis 1905
Verleihung 1904
14. Franz Roth (1835–1924)
Bezirksrat und Krankenhausdirektor
Verleihung 1905
15. Heinrich Semlinger (1849–1929)
Fabrikant, Ehrenbürger der Gemeinde Gaustadt (heute Stadtteil von Bamberg)
Verleihung 1908
16. Jacobus Ritter von Hauck (1861–1943)
Erzbischof von 1912 bis 1943
Verleihung 1924
17. Rudolf Weyermann (1880–1946)
Fabrikant in Bamberg
Verleihung 1930
18. Paul von Hindenburg (1847–1934)
Reichspräsident
Verleihung 1933
19. Joseph Otto Kolb (1881–1955)
Erzbischof von 1943 bis 1955
Verleihung 1946
20. Georg Hau (1887–1976)
Oberlehrer, Ehrenbürger der Gemeinde Wildensorg (heute Stadtteil von Bamberg)
Verleihung 1950
21. Georg Mann (1891–1964)
Domkapitular, Ehrenbürger der Gemeinde Gaustadt (heute Stadtteil von Bamberg)
Verleihung 1950
22. Georg Rattel (1882–1950)
Bürgermeister und Stadtrat in Bamberg
Verleihung 1950
23. Hans Ehard (1887–1980)
Bayerischer Ministerpräsident von 1946 bis 1954 und 1960 bis 1962
Verleihung 1952
24. Gerhard Hofmann (1901–1967)
Oberbaurat, Ehrenbürger der Gemeinde Bug (heute Stadtteil von Bamberg)
Verleihung 1952
25. Georg Meixner (1887–1960)
Prälat, Ehrenbürger der Gemeinde Bug (heute Stadtteil von Bamberg)
Verleihung 1952
26. Adolf Wächter (1873–1954)
Oberbürgermeister von Bamberg von 1913 bis 1924
Verleihung 1952
27. Luitpold Weegmann (1885–1966)
Oberbürgermeister von Bamberg von 1924 bis 1934 und von 1945 bis 1958
Verleihung 1955
28. Friedrich Eberle (1907–1970)
Pfarrer, Ehrenbürger der Gemeinde Gaustadt (heute Stadtteil von Bamberg)
Verleihung 1958
29. Amalie Salb (1893–1988)
Rektorin, Ehrenbürgerin der Gemeinde Gaustadt (heute Stadtteil von Bamberg)
Verleihung 1959
30. Peter Link (1890–1963)
Bürgermeister, Ehrenbürger der Gemeinde Bug (heute Stadtteil von Bamberg)
Verleihung 1960
31. Josef Schneider (1906–1998)
Erzbischof von 1955 bis 1976
Verleihung 1966
32. Theodor Mathieu (1919–1995)
Oberbürgermeister von 1958 bis 1982
Verleihung 1984
33. Elmar Maria Kredel (1922–2008)
Erzbischof von 1977 bis 1994
Verleihung 1987
34. Paul Röhner (1927–2014)
Oberbürgermeister von Bamberg von 1982 bis 1994
Verleihung 1996
35. Herbert Lauer (1946–2021)
Oberbürgermeister von Bamberg von 1994 bis 2006
Verleihung 2009